# 安藤直治
安藤 直治（あんどう なおはる）は、江戸時代前期の紀伊国田辺藩2代藩主（紀州藩附家老）。通称は彦兵衛。官位は従五位下・飛騨守。

## 生涯
慶長12年（1607年）、初代藩主で江戸幕府老中・安藤直次の次男として駿河国にて誕生。幼名は長次郎。兄・重能が慶長20年（1615年）の大坂夏の陣で戦死したため嫡子となり、寛永11年（1634年）7月に従五位下、飛騨守に叙任する。
寛永12年（1635年）、父の死去により家督を相続する。同年7月12日に江戸城で3代将軍・徳川家光に御目見したが、1年後の寛永13年（1636年）9月2日に紀伊国で死去した。享年30。跡を長男・義門が継いだ。